# Oraiókastro
Oraiókastro (Oraiokastro) är en kommunhuvudort i Grekland.   Den ligger i prefekturen Nomós Thessaloníkis och regionen Mellersta Makedonien, i den norra delen av landet, 300 km norr om huvudstaden Aten. Oraiókastro ligger 269 meter över havet och antalet invånare är 15 006.
Terrängen runt Oraiókastro är kuperad åt nordost, men åt sydväst är den platt. Runt Oraiókastro är det mycket tätbefolkat, med 10 000 invånare per kvadratkilometer. Närmaste större samhälle är Thessaloníki, 9,7 km söder om Oraiókastro. Runt Oraiókastro är det i huvudsak tätbebyggt.